# Rational ClearCase
Rational ClearCase是一个由IBM开发的源代码软件配置管理软件。ClearCase有一個版本控制功能。  

## 历史
ClearCase由Atria Software开发，于1992 年首次在Unix上发布，后来又在Windows上发布。   Atria后来与Pure Software合并形成 PureAtria。 PureAtria之後又被Rational Software收购，后者于2003 年被 IBM 收购。  IBM继续負責开发和销售 ClearCase。